# Polemon collaris
Polemon collaris är en ormart som beskrevs av Peters 1881. Polemon collaris ingår i släktet Polemon och familjen Atractaspididae.
Denna orm förekommer i Afrika från Nigeria till Centralafrikanska republiken och Rwanda samt söderut till Angola. Honor lägger ägg.

## Underarter
Arten delas in i följande underarter:
- P. c. brevior
- P. c. collaris
- P. c. longior